# اوزووو (بلغارستان)
اوزووو (به بلغاری: Uzovo) یک منطقهٔ مسکونی در بلغارستان است که در شهرستان جنرال توشوو واقع شده‌است.